# Ferrigno-Eisstrom
Der Ferrigno-Eisstrom ist ein mehr als 24 km langer Eisstrom im westantarktischen Ellsworthland. An der Bryan-Küste mündet er südwestlich der Wirth-Halbinsel in die Eltanin Bay.
Das Advisory Committee on Antarctic Names benannte ihn 2003 nach der US-amerikanischen Geologin Jane G. Ferrigno (* 1941) vom United States Geological Survey, einer Spezialistin für die Auswertung von Satellitenbildern zur Erstellung von Landkarten.